# Schönberg (Floß)
Schönberg ist Ortsteil des Marktes Floß im oberpfälzischen Landkreis Neustadt an der Waldnaab.

## Geographische Lage
Die Einöde Schönberg liegt ungefähr drei Kilometer westlich von Floß an der Staatsstraße 2395 von Floß nach Störnstein.

## Geschichte

### 13. und 14. Jahrhundert
Schönberg (auch: Schonnberch, Schönperg, Schonberg, Schonnpergk) wurde im niederbayerischen Salbuch aufgeführt.
Seine Bewohner mussten jährlich 6 mutt Korn (Roggen), 5 mutt Hafer Abgaben zahlen. Dieses Salbuch stammt aus der Zeit zwischen 1269 und 1320. In diesem Verzeichnis wurden folgende zu Floß gehörigen Ortschaften genannt: Bergnetsreuth, Boxdorf, Diepoltsreuth, Ellenbach, Gösen, Grafenreuth, Hardt, Haupertsreuth, Kalmreuth, Niedernfloß, Oberndorf, Pauschendorf, Ritzlersreuth, Schlattein, Schönberg, Weikersmühle, Welsenhof, Würnreuth, Würzelbrunn.
Schönberg wurde auch im Böhmischen Salbüchlein genannt. Seine Bewohner mussten jährlich 6 mutt Korn, 5 mutt Hafer, 3 Achtl Weizen Abgaben zahlen. Das Böhmische Salbüchlein enthielt Aufzeichnungen aus der Zeit von 1366 bis 1373 für alle Ortschaften, die im oben zitierten niederbayerischen Salbuch genannt wurden und zusätzlich Plankenhammer als hamer zu Mekenhofen.

### 15. Jahrhundert
Schönberg ist im Salbuch von 1416/1440 als Vogtei aufgeführt. Es wurden die folgenden 2 Bauernfamilien in Schönberg genannt: Hannß Roth, Kainz Merolt. Beide Bauern mussten Nachzill zur Verfügung stellen. Die Abgaben für die 2 Bauernhöfe zusammen betrugen im Jahr 6 mutt Korn, 1 Achtl 1 Napf Weizen, 10 Achtl Hafer.
Dieses Salbuch, mit Informationen über die zu Floß gehörenden Ortschaften stammt aus der Zeit 1416 bis 1440. In ihm erschienen folgende zu Floß gehörende Ortschaften, wie in den beiden älteren Salbüchern: Bergnetsreuth, Boxdorf, Diepoltsreuth, Ellenbach, Gösen, Grafenreuth, Hardt, Haupertsreuth, Niedernfloß, Oberndorf, Pauschendorf, Ritzlersreuth, Schlattein, Schönberg, Welsenhof, Würnreuth, Würzelbrunn. Es fehlten: Kalmreuth, Plankenhammer, Weikersmühle.Hinzu kamen: Fehrsdorf, Gailertsreuth, Konradsreuth, Meierhof, Wilkershof.
1498 wurde von Georg Stieber zu Rabeneck und Münchhof der Schönberger Hof an den Weidener Bürger Georg Vierling für 130 Gulden verkauft.

### 16. und 17. Jahrhundert
In einem Verzeichnis der Mannschaften um das Jahr 1559 wurden die folgenden zu Floß gehörigen Ortschaften aufgeführt:
Bergnetsreuth, Boxdorf, Diebersreuth, Diepoltsreuth, Ellenbach, Fehrsdorf, Gailertsreuth, Gösen, Grafenreuth, Hardt, Haupertsreuth, Höfen, Konradsreuth, Meierhof, Niedernfloß, Oberndorf, Pauschendorf, Plankenhammer, Ritzlersreuth, Schnepfenhof, Schönberg, Steinfrankenreuth, Weikersmühle, Welsenhof, Wilkershof, Würnreuth, Würzelbrunn.
Im Hof der Friedrichsburg in Vohenstrauß fand 1650 die Erbhuldigung gegenüber Pfalzgraf von Pfalz-Sulzbach Christian August statt. Schönberg erscheint auf der Huldigungsliste mit einem Hofbesitzer: Georg Tropmann.
Im Jahr 1652 wurde Schönberg beschrieben mit einem Hof. Seine Einwohner zu dieser Zeit waren ein Ehepaar mit 5 Kindern. Das Vieh bestand aus 4 Ochsen, 3 Kühen, 5 Jungrindern, 4 Schweinen, 30 Schafen.

### 18. Jahrhundert bis Gegenwart
Eine Beschreibung des Fürstlichen Pflegamtes Floßerbürg aus dem Jahr 1704 verzeichnete für Schönberg 1 Mannschaft, 1 Hof.
In einer historisch-statistischen Beschreibung des Pflegamtes Floß von 1794 wurden aufgeführt für Schönberg 1 Bauer, 1 Hirt, insgesamt 18 Einwohner.
Um 1800 hatte Schönberg zwei Häuser und 16 Einwohner.
Schönberg gehörte zum Anfang des 19. Jahrhunderts gegründeten Steuerdistrikt Diepoltsreuth, der auch Ruralgemeinde war. Zum Steuerdistrikt Diepoltsreuth gehörten außer Diepoltsreuth der Weiler Ritzlersreuth und die Einöden Schnepfenhof und Schönberg. Der Steuerdistrikt Diepoltsreuth hatte insgesamt 190 Einwohner und 19 Wohngebäude.
Die Ortschaft Schönberg hatte 1817 21 Einwohner und 2 Wohngebäude, 1861 9 Einwohner und 1961 6 Einwohner und 2 Wohngebäude.
1946 wurde Diepoltsreuth und damit auch Schönberg nach Gailertsreuth eingemeindet.
Die unmittelbare Landgemeinde Gailertsreuth bestand zunächst aus den Weilern Gailertsreuth, Niedernfloß und Oberndorf, den Einöden Gollwitzerhof, Meierhof und Würnreuth. Ab 1946 kam die Gemeinde Diepoltsreuth hinzu mit den Weilern Diepoltsreuth und Ritzlersreuth und den Einöden Schnepfenhof und Schönberg.
Am 1. Januar 1972 wurde die Gemeinde Gailertsreuth und damit auch Schönberg in den Markt Floß eingegliedert.

## Hausnamen in Schönberg
- Zollbergbauer: Schönberg 1, dies war das frühere Hirtenhaus. In ihm befand sich die Zollstelle gegen das Gebiet Neustadt an der Waldnaab.[16]